# Championnat d'Espagne masculin de handball 2013-2014
Navigation
Liga ASOBAL 2012-2013 Liga ASOBAL 2014-2015
Le Championnat d'Espagne masculin de handball 2013-2014 est la soixante troisième édition de cette compétition
Elle est remportée par le FC Barcelone pour la 21e fois, il se qualifie donc pour la Ligue des champions ainsi que le second, le Naturhouse La Rioja.
Le BM Valladolid et le CD Bidasoa sont quant à eux relégués en Division 2. Elles seront remplacées par le BM Alcobendas et le BM Benidorm.

## Participants
Le 9 juillet 2013, le BM Atlético de Madrid dépose le bilan et annonce sa disparition. Par conséquent, trois équipes sont promues au lieu de deux.
| Club                        | Classement 2012-2013         | Entraineur             | Localisation    | Salle                                        | Capacité |
| --------------------------- | ---------------------------- | ---------------------- | --------------- | -------------------------------------------- | -------- |
| FC Barcelone                | 1er                          | Xavi Pascual           | Barcelone       | Palau Blaugrana                              | 8250     |
| Naturhouse La Rioja         | 3e                           | Javier "Jota" González | Logroño         | Palacio de los Deportes                      | 3851     |
| CB Ademar León              | 4e                           | Manolo Cadenas         | León            | Palacio de los Deportes de León              | 6000     |
| BM Aragón                   | 5e                           | Mariano Ortega         | Saragosse       | Pabellón Príncipe Felipe                     | 12 000   |
| BM Granollers               | 6e                           | Toni García            | Granollers      | Palau d'Esports de Granollers                | 5685     |
| SCDR Anaitasuna             | 7e                           | Aitor Etxaburu         | Pampelune       | Pabellón Anaitasuna                          | 2500     |
| BM Huesca                   | 8e                           | José Francisco Nolasco | Huesca          | Palacio Municipal de Huesca                  | 5500     |
| CB Puerto Sagunto           | 9e                           | Vicent Nogués          | Valence         | Pabellón Municipal de Internúcleos           | 2500     |
| GlobalCaja Ciudad Encantada | 10e                          | Zupo Equisoainà        | Cuenca          | Municipal El Sargal                          | 1900     |
| CB Villa de Aranda          | 11e                          | Magí Serra             | Aranda de Duero | Pabellón Príncipe de Asturias                | 3000     |
| BM Valladolid               | 12e                          | Juan Carlos Pastor     | Valladolid      | Huerta del Rey                               | 3500     |
| AD Ciudad de Guadalajara    | 13e                          | Mateo Garralda         | Guadalajara     | Multiusos de Guadalajara                     | 5894     |
| CB Cangas                   | 13e                          | Víctor García Pillo    | Cangas          | Municipal O Gatañal                          | 3000     |
| AB Gijón Jovellanos         | 2e D2                        | Alberto Suárez         | Gijón           | Palacio de Deportes de Gijón                 | 7000     |
| CB Puente Genil             | Vainqueur des Play-off de D2 | Antonio Ortiz          | Puente Genil    | Polideportivo Municipal Alcalde Miguel Salas | 600      |
| CD Bidasoa                  | Deuxième des Play-off de D2  | Fernando Bolea         | Bidasoa         | Artaleku                                     | 2200     |

## Localisation
| \| FC Barcelone Naturhouse La Rioja CB Ademar León BM Aragón BM Granollers SCDR Anaitasuna BM Huesca CB Puerto Sagunto BM Ciudad Encantada CB Villa de Aranda BM Valladolid AD Ciudad de Guadalajara CB Cangas AB Gijón Jovellanos CD Bidasoa CB Puente Genil \| Localisation des clubs engagés dans le championnat. |
| FC Barcelone Naturhouse La Rioja CB Ademar León BM Aragón BM Granollers SCDR Anaitasuna BM Huesca CB Puerto Sagunto BM Ciudad Encantada CB Villa de Aranda BM Valladolid AD Ciudad de Guadalajara CB Cangas AB Gijón Jovellanos CD Bidasoa CB Puente Genil                                                           |

## Compétition

### Classement final
|    | Équipe                    | Pts | J  | G  | N | P  | Bp   | Bc  | Diff |
| -- | ------------------------- | --- | -- | -- | - | -- | ---- | --- | ---- |
| 1  | FC Barcelone (T, R, A, S) | 60  | 30 | 30 | 0 | 0  | 1146 | 709 | 437  |
| 2  | Naturhouse La Rioja       | 47  | 30 | 22 | 3 | 5  | 915  | 803 | 112  |
| 3  | BM Granollers             | 42  | 30 | 20 | 2 | 8  | 791  | 735 | 56   |
| 4  | BM Huesca                 | 40  | 30 | 18 | 4 | 8  | 816  | 804 | 12   |
| 5  | CB Ademar León            | 36  | 30 | 16 | 4 | 10 | 867  | 843 | 24   |
| 6  | BM Ciudad Encantada       | 29  | 30 | 11 | 7 | 12 | 761  | 796 | -35  |
| 7  | Helvetia Anaitasuna       | 28  | 30 | 13 | 2 | 15 | 769  | 790 | -21  |
| 8  | Quabit BM Guadalajara     | 27  | 30 | 12 | 3 | 15 | 787  | 796 | -9   |
| 9  | BM Aragón                 | 25  | 30 | 11 | 3 | 16 | 826  | 878 | -52  |
| 10 | CB Cangas                 | 25  | 30 | 10 | 5 | 15 | 773  | 806 | -33  |
| 11 | CB Puente Genil (P)       | 23  | 30 | 9  | 5 | 16 | 771  | 834 | -63  |
| 12 | AB Gijón Jovellanos (P)   | 23  | 30 | 10 | 3 | 17 | 738  | 810 | -72  |
| 13 | CB Puerto Sagunto         | 22  | 30 | 10 | 2 | 18 | 816  | 900 | -84  |
| 14 | CB Villa de Aranda        | 22  | 30 | 9  | 4 | 17 | 811  | 893 | -82  |
| 15 | BM Valladolid             | 22  | 30 | 8  | 6 | 16 | 779  | 826 | -47  |
| 16 | CD Bidasoa (P)            | 9   | 30 | 3  | 3 | 24 | 717  | 860 | -143 |

|     | Champion d'Espagne 2013-2014              |
|     | Qualification pour la Ligue des champions |
|     | Qualification pour la coupe de l'EHF      |
|     | Relégation en Division 2                  |
| (T) | Tenant du titre                           |
| (R) | Vainqueur de la Coupe du Roi              |
| (A) | Vainqueur de la Coupe ASOBAL              |
| (S) | Vainqueur de la Supercoupe d'Espagne      |
| (P) | Promu de Division 2 en début de saison    |

### Résultats
mis à jour le 15 mai 2014
| Résultats (dom.\ext.)                                      | BAR   | BID   | RIO   | LEO   | ARA   | GRA   | HEL   | HUE   | SAN   | ENC   | ARA   | VAL   | GUA   | CAN   | JOV   | PUE   |
| FC Barcelone                                               |       | 47-28 | 33-16 | 38-24 | 48-22 | 41-29 | 34-23 | 41-21 | 43-20 | 41-21 | 42-24 | 42-26 | 37-26 | 33-21 | 38-25 | 39-23 |
| CD Bidasoa                                                 | 22-34 |       | 25-27 | 24-29 | 28-29 | 18-27 | 23-29 | 27-31 | 27-28 | 20-21 | 25-24 | 20-20 | 22-26 | 22-25 | 26-24 | 25-26 |
| Naturhouse La Rioja                                        | 26-31 | 37-19 |       | 31-26 | 29-29 | 31-26 | 27-21 | 32-28 | 33-33 | 31-20 | 36-31 | 29-23 | 30-27 | 36-31 | 34-23 | 31-23 |
| CB Ademar León                                             | 26-40 | 33-22 | 36-38 |       | 26-28 | 25-24 | 32-26 | 25-25 | 33-28 | 25-25 | 37-29 | 25-27 | 34-29 | 26-24 | 25-20 | 39-34 |
| BM Aragón                                                  | 19-30 | 30-28 | 29-36 | 30-36 |       | 24-27 | 22-23 | 28-30 | 31-25 | 29-35 | 31-31 | 28-24 | 31-23 | 24-21 | 28-27 | 32-27 |
| BM Granollers                                              | 20-34 | 30-22 | 32-25 | 22-22 | 27-19 |       | 24-17 | 30-20 | 31-22 | 27-27 | 25-27 | 28-25 | 20-18 | 29-25 | 30-22 | 25-27 |
| Helvetia Anaitasuna                                        | 25-39 | 31-29 | 25-27 | 27-26 | 30-24 | 27-31 |       | 25-28 | 25-26 | 24-22 | 30-31 | 26-24 | 26-23 | 27-21 | 34-18 | 29-28 |
| BM Huesca                                                  | 30-36 | 30-25 | 26-33 | 37-27 | 27-24 | 24-25 | 28-25 |       | 34-33 | 31-29 | 23-22 | 29-26 | 20-19 | 27-27 | 28-23 | 31-28 |
| CB Puerto Sagunto                                          | 28-44 | 32-22 | 24-33 | 27-32 | 31-34 | 23-29 | 28-25 | 26-31 |       | 22-27 | 40-26 | 30-30 | 22-32 | 33-27 | 22-25 | 30-27 |
| BM Ciudad Encantada                                        | 22-33 | 28-28 | 28-27 | 25-23 | 25-31 | 22-25 | 22-27 | 24-27 | 22-29 |       | 24-24 | 25-27 | 27-27 | 28-26 | 22-21 | 34-24 |
| CB Villa de Aranda                                         | 20-44 | 28-22 | 23-26 | 28-30 | 37-32 | 27-28 | 25-26 | 28-28 | 31-32 | 22-26 |       | 32-30 | 26-23 | 25-29 | 22-30 | 32-26 |
| BM Valladolid                                              | 25-35 | 28-19 | 28-28 | 31-29 | 29-29 | 22-27 | 26-26 | 25-31 | 27-21 | 22-25 | 26-31 |       | 22-18 | 29-29 | 26-28 | 28-18 |
| Quabit BM Guadalajara                                      | 28-35 | 31-30 | 35-30 | 28-31 | 33-28 | 24-26 | 29-25 | 24-23 | 24-22 | 22-22 | 32-23 | 39-29 |       | 29-25 | 22-22 | 31-26 |
| CB Cangas                                                  | 24-37 | 23-25 | 22-33 | 29-29 | 26-25 | 27-18 | 24-20 | 25-27 | 30-31 | 29-25 | 29-29 | 24-26 | 28-22 |       | 25-22 | 28-22 |
| AB Gijón Jovellanos                                        | 21-45 | 31-23 | 26-27 | 25-27 | 29-28 | 22-29 | 26-22 | 18-18 | 34-27 | 25-31 | 32-30 | 25-21 | 22-21 | 21-23 |       | 28-33 |
| CB Puente Genil                                            | 25-32 | 21-21 | 20-26 | 22-29 | 30-28 | 26-20 | 23-23 | 24-23 | 31-21 | 27-27 | 19-23 | 30-27 | 32-23 | 26-26 | 23-23 |       |
| - Victoire à domicile - Match nul - Victoire à l'extérieur |       |       |       |       |       |       |       |       |       |       |       |       |       |       |       |       |

### Champion d'Espagne 2013-2014
| Champion d'Espagne de handball 2013-2014 FC Barcelone 21e titre |

### Évolution du Classement
- Leader du classement

| FC Barcelone |    |    |    |    |    |    |    |    |    |    |    |    |    |    |    |    |    |    |    |    |    |    |    |    |    |    |    |    |    |
|              |    |    |    |    |    |    |    |    |    |    |    |    |    |    |    |    |    |    |    |    |    |    |    |    |    |    |    |    |    |
| 01           | 02 | 03 | 04 | 05 | 06 | 07 | 08 | 09 | 10 | 11 | 12 | 13 | 14 | 15 | 16 | 17 | 18 | 19 | 20 | 21 | 22 | 23 | 24 | 25 | 26 | 27 | 28 | 29 | 30 |

- Journée par journée

| Club                     | 1  | 2  | 3  | 4  | 5  | 6  | 7  | 8  | 9  | 10 | 11 | 12 | 13 | 14 | 15 | 16 | 17 | 18 | 19 | 20 | 21 | 22 | 23 | 24 | 25 | 26 | 27 | 28 | 29 | 30 |
| ------------------------ | -- | -- | -- | -- | -- | -- | -- | -- | -- | -- | -- | -- | -- | -- | -- | -- | -- | -- | -- | -- | -- | -- | -- | -- | -- | -- | -- | -- | -- | -- |
| FC Barcelone             | 1  | 1  | 1  | 1  | 1  | 1  | 1  | 1  | 1  | 1  | 1  | 1  | 1  | 1  | 1  | 1  | 1  | 1  | 1  | 1  | 1  | 1  | 1  | 1  | 1  | 1  | 1  | 1  | 1  | 1  |
| Naturhouse La Rioja      | 2  | 7  | 4  | 3  | 3  | 3  | 3  | 3  | 2  | 2  | 3  | 3  | 3  | 2  | 4  | 3  | 3  | 3  | 3  | 3  | 2  | 2  | 2  | 2  | 2  | 2  | 2  | 2  | 2  | 2  |
| CB Ademar León           | 4  | 4  | 9  | 8  | 5  | 6  | 7  | 5  | 5  | 5  | 4  | 5  | 6  | 6  | 6  | 5  | 6  | 7  | 7  | 6  | 6  | 6  | 5  | 5  | 5  | 5  | 5  | 5  | 5  | 5  |
| BM Aragón                | 11 | 14 | 13 | 13 | 13 | 12 | 13 | 11 | 11 | 11 | 11 | 10 | 9  | 8  | 9  | 9  | 9  | 8  | 8  | 8  | 9  | 7  | 7  | 7  | 9  | 9  | 9  | 9  | /  | /  |
| BM Granollers            | 6  | 3  | 2  | 2  | 2  | 2  | 2  | 2  | 4  | 4  | 5  | 4  | 4  | 3  | 2  | 2  | 2  | 2  | 2  | 2  | 3  | 3  | 3  | 3  | 3  | 3  | 3  | 3  | 3  | 3  |
| Helvetia Anaitasuna      | 12 | 9  | 7  | 5  | 6  | 9  | 10 | 9  | 7  | 6  | 8  | 8  | 8  | 9  | 8  | 7  | 7  | 6  | 6  | 7  | 7  | 8  | 8  | 8  | 8  | 7  | 7  | 7  | 8  | 7  |
| BM Huesca                | 7  | 5  | 3  | 6  | 8  | 5  | 4  | 4  | 3  | 3  | 2  | 2  | 2  | 4  | 3  | 4  | 4  | 4  | 4  | 4  | 4  | 4  | 4  | 4  | 4  | 4  | 4  | 4  | 4  | 4  |
| CB Puerto Sagunto        | 13 | 13 | 12 | 14 | 11 | 7  | 6  | 8  | 8  | 10 | 10 | 11 | 12 | 12 | 13 | 12 | 13 | 13 | 13 | 13 | 12 | 11 | 12 | 12 | 12 | 14 | 14 | 15 | 15 | 13 |
| BM Ciudad Encantada      | 16 | 11 | 10 | 9  | 10 | 8  | 9  | 12 | 12 | 12 | 12 | 12 | 10 | 10 | 10 | 11 | 12 | 11 | 9  | 9  | 8  | 9  | 9  | 9  | 6  | 6  | 6  | 6  | 6  | 6  |
| CB Villa de Aranda       | 9  | 16 | 15 | 16 | 16 | 16 | 15 | 14 | 14 | 14 | 15 | 14 | 13 | 14 | 14 | 14 | 14 | 14 | 15 | 16 | 15 | 15 | 15 | 15 | 14 | 13 | 13 | 12 | 13 | 14 |
| BM Valladolid            | 3  | 8  | 6  | 7  | 7  | 10 | 12 | 13 | 13 | 13 | 13 | 13 | 15 | 13 | 15 | 15 | 15 | 15 | 14 | 14 | 14 | 14 | 14 | 14 | 15 | 15 | 15 | 14 | 14 | 15 |
| AD Ciudad de Guadalajara | 10 | 10 | 11 | 12 | 12 | 11 | 11 | 10 | 6  | 9  | 7  | 5  | 7  | 7  | 5  | 6  | 5  | 5  | 5  | 5  | 5  | 5  | 6  | 6  | 7  | 8  | 8  | 8  | 7  | 8  |
| CB Cangas                | 5  | 2  | 5  | 4  | 4  | 4  | 5  | 6  | 9  | 7  | 6  | 6  | 7  | 5  | 7  | 8  | 8  | 9  | 10 | 10 | 10 | 10 | 10 | 10 | 11 | 11 | 11 | 10 | 9  | 10 |
| AB Gijón Jovellanos      | 8  | 6  | 8  | 11 | 9  | 13 | 8  | 7  | 10 | 8  | 9  | 9  | 11 | 11 | 11 | 10 | 10 | 12 | 11 | 11 | 11 | 12 | 11 | 11 | 10 | 10 | 10 | 13 | 12 | 12 |
| CD Bidasoa               | 15 | 15 | 16 | 15 | 15 | 16 | 16 | 16 | 16 | 15 | 16 | 16 | 16 | 16 | 16 | 16 | 16 | 16 | 16 | 15 | 16 | 16 | 16 | 16 | 16 | 16 | 16 | 16 | 16 | 16 |
| CB Puente Genil          | 14 | 12 | 14 | 10 | 14 | 14 | 14 | 15 | 15 | 16 | 14 | 15 | 14 | 15 | 13 | 13 | 11 | 10 | 12 | 12 | 13 | 13 | 13 | 13 | 13 | 12 | 12 | 11 | 11 | 11 |

## Bilan de la saison
| Compétition           | Vainqueur    | Second              | Score   |
| --------------------- | ------------ | ------------------- | ------- |
| Championnat d'Espagne | FC Barcelone | Naturhouse La Rioja | -       |
| Coupe ASOBAL          | FC Barcelone | BM Granollers       | 34 – 28 |
| Coupe du Roi          | FC Barcelone | BM Granollers       | 42 – 32 |
| Supercoupe            | FC Barcelone | Naturhouse La Rioja | 40 – 31 |

- Clubs qualifiés en Ligue des champions (Phase de groupe) : FC Barcelone et Naturhouse La Rioja
- Clubs qualifiés en Coupe de l'EHF : BM Granollers, BM Huesca et CB Ademar León
- Relégués en División de Honor Plata : BM Valladolid, CD Bidasoa
- Promus en Liga ASOBAL : Deportivo Balonmano Zamora (2e D2) et CB Benidorm (Vainqueur Play-off)

## Parcours en coupes d'Europe
Le parcours des clubs espagnols en coupes d'Europe est important puisqu'il détermine le coefficient EHF et donc le nombre de clubs espagnols présents en coupes d'Europe les années suivantes :
| Club                  | Compétition         | |
| --------------------- | ------------------- | --- |
| FC Barcelone          | Ligue des Champions | Troisième |
| BM Atlético de Madrid | Ligue des Champions | Le 9 juillet 2013, le BM Atlético de Madrid dépose le bilan et annonce sa disparition, à la suite de quoi sa place est remplacé par le club polonais du Wisła Płock. |
| Naturhouse La Rioja   | Ligue des Champions | éliminé en phase de groupe ( HSV Hambourg, SG Flensburg-Handewitt, Ålborg Håndbold, RK Gorenje Velenje, HK Drott Halmstad)                                           |
| BM Aragon             | Coupe de l'EHF      | éliminé en deuxième tour de qualification face au ( Csurgo HC) |
| CB Ademar León        | Coupe de l'EHF      | éliminé en phase de groupe ( TSV Hannover-Burgdorf, Lugi HB , Csurgo HC)                                                                                             |

### Récompenses
| Poste                         | Joueur              | Équipe              |
| ----------------------------- | ------------------- | ------------------- |
| Meilleurs joueurs, (ex aequo) | Nikola Karabatic    | FC Barcelone        |
| Meilleurs joueurs, (ex aequo) | Danijel Šarić       | FC Barcelone        |
| Gardien de but                | Danijel Šarić       | FC Barcelone        |
| Ailier gauche                 | José Mario Carrillo | Ademar León         |
| Arrière gauche                | Nikola Karabatic    | FC Barcelone        |
| Demi-centre                   | Alvaro Ruiz         | BM Granollers       |
| Arrière droit                 | Kiril Lazarov       | FC Barcelone        |
| Ailier droit                  | Víctor Tomás        | FC Barcelone        |
| Pivot                         | Jesper Nøddesbo     | FC Barcelone        |
| Défenseur                     | Viran Morros        | FC Barcelone        |
| Espoir                        | Alejandro Costoya   | AB Gijón Jovellanos |
| Entraîneur                    | Toni García         | BM Granollers       |